# Jóan Símun Edmundsson
Jóan Símun Edmundsson (Toftir, 26 juli 1991) is een Faeröers voetballer die sinds 2021 onder contract staat bij het Belgische SK Beveren. Daarnaast komt hij uit voor het nationale team.

## Clubcarrière
Edmundsson begon met voetballen bij B68 Toftir en in 2009 werd hij verhuurd aan Newcastle United nadat hij succesvol daar een stage had afgerond. In juni 2009 tekende hij een vast contract bij de Engelse club en deze verhuurde hem voor een maand Gateshead FC in 2011. Zijn periode bij Newcastle was niet succesvol en in 2012 maakte hij de overstap naar het Noorse Viking FK. Hij keerde vervolgens weer terug naar de Faeröer waar hij voor Argja Bóltfelag en HB Tórshavn speelde om in 2015 vervolgens een contract te tekenen in Denemarken bij Vejle Boldklub. Na een succesvol verblijf daar tekende hij in januari 2016 een contract voor 2,5 jaar bij Odense BK. Daarna maakte hij in 2018 transfervrij de overstap naar het Duitse Arminia Bielefeld waarmee hij in het seizoen 2019/20 de 2. Bundesliga won. Sinds 2021 speelt hij in België.

## Internationale carrière
Edmundsson vertegenwoordigde de Faeröer in verschillende jeugdelftallen en maakte zijn debuut voor de hoofdmacht in augustus 2009 tegen Frankrijk. Hij scoorde zijn eerste doelpunt voor het nationale team op 11 augustus 2010 tegen Estland.

## Erelijst
| Competitie        | Aantal | Jaren   |
| ----------------- | ------ | ------- |
| Arminia Bielefeld |        |         |
| 2. Bundesliga     | 1x     | 2019/20 |